# Karankawa
Karankawa su indijansko pleme u SAD-u.
Jezik im je izumro.